# Бондарев Ігор Анатолійович
Ігор Анатолійович Бондарев (латис. Igors Bondarevs, рос. Игорь Анатольевич Бондарев; 9 лютого 1974, м. Рига, СРСР) — латвійський хокеїст, захисник.
Виступав за «Пардаугава» (Рига), «Бірмінгем Буллз» (ECHL), «Даллас Фріз» (КХЛ), «Форт-Ворт Фаєр» (КХЛ), «Huntsville Channel Cats» (КХЛ), «Las Vegas Thunder» (ІХЛ), «Йокіпоят» (Местіс), «Кярпят» (Оулу), СайПа (Лаппеенранта), «Слован» (Братислава), «Торпедо» (Нижній Новгород), «Колорадо Іглз» (КХЛ), ХК «Рига 2000», ХК «Огре», «Юність» (Мінськ), «Ольборг Пайретс», «Краковія» (Краків).
У складі національної збірної Латвії учасник зимових Олімпійських ігор 2002, учасник чемпіонатів світу 1994 (група B), 1995 (група B), 1997, 1998, 2000 і 2002. У складі молодіжної збірної Латвії учасник чемпіонату світу 1994 (група C).
Досягнення
- Срібний призер чемпіонату Польщі (2010).